# Амфінема
Амфінема (Amphinema) — рід базидіомікотових грибів родини ателієвих (Atheliaceae). Назва вперше опублікована 1892 року. Гриби розвиваються на мертвій деревині хвойних. Викликають білу гниль деревини.

## Класифікація
До роду Amphinema відносять 6 видів:
- Amphinema angustispora
- Amphinema arachispora
- Amphinema byssoides — амфінема ватоподібна
- Amphinema diadema
- Amphinema sordescens
- Amphinema tomentellum